# Viola lithion
Viola lithion är en violväxtart som beskrevs av Noel Herman Holmgren och P. Holmgren. Viola lithion ingår i släktet violer, och familjen violväxter. Inga underarter finns listade i Catalogue of Life.